# ناگی، اوکایاما
ناگی، اوکایاما (به لاتین: Nagi, Okayama) یک منطقهٔ مسکونی در ژاپن است که در استان اوکایاما واقع شده‌است. ناگی  ۶٬۵۶۴ نفر جمعیت دارد.